# Sindikat vzgoje, izobraževanja, znanosti in kulture Slovenije
Sindikat vzgoje, izobraževanja, znanosti in kulture Slovenije (SVIZ) je interesna organizacija, ki predstavlja zaposlene v vzgoji, izobraževanju, znanosti in kulturi v Sloveniji. 
Izvršilni odbor (2013):
- Branimir Štrukelj, glavni tajnik
- Jelka Velički, predsednica SVIZ, predsednica Sindikalne konference osnovnih in glasbenih šol ter zavodov za izobraževanje odraslih
- Marjana Kolar, podpredsednica SVIZ, predsednica Sindikalne konference predšolske vzgoje
- Jelka Horvat, predsednica Sindikalne konference osnovnih šol in zavodov za otroke in mladostnike s posebnimi potrebami
- Jože Brezavšček, predsednik Sindikalne konference srednjih, višjih šol in dijaških domov
- Matjaž Gams, predsednik Sindikalne konference visokega šolstva in znanosti
- Mojca Jenko, predsednica Sindikalne konference kulturnih organizacij